# Anthurium huampamiense
Anthurium huampamiense är en kallaväxtart som beskrevs av Thomas Bernard Croat. Anthurium huampamiense ingår i släktet Anthurium och familjen kallaväxter. Inga underarter finns listade.